# Integrationsdichte
Die Integrationsdichte (früher auch Packungsdichte) bezeichnet die Anzahl von Transistoren pro Flächeneinheit auf integrierten Schaltkreisen.
Aufgrund der stetigen Skalierung der Halbleiterbauelemente (vorrangig Transistoren) mikroelektronischer Schaltungen wird der Begriff meist nur im Zusammenhang mit den jeweils aktuell höchstintegrierten Prozessoren genannt. Dabei werden jedoch weniger konkrete Zahlen genannt als auf allgemeine Tendenzen hingewiesen. So folgt beispielsweise aus dem mooreschen Gesetz, dass sich die Integrationsdichte von CPUs alle 12 Monate (ab 1975 alle 24 Monate) verdoppelt.
Bei gleicher Chipfläche ermöglichen Schaltungen mit höherer Integrationsdichte einen höheren Integrationsgrad (Komplexität einer elektrischen Schaltung). Da die Chipflächen von Technologieknoten zu Technologieknoten für vergleichbare Produkte in der Regel ähnlich bleiben, werden die Begriffe  in der Literatur häufig gleichbedeutend genutzt.
In Anlehnung an die ICs wird der Begriff der Integrationsdichte auch auf die Integration von Bauelementen bei Leiterplatten übertragen